# 亚历山大·杰伊涅卡
亚历山大·亚历山德罗维奇·杰伊涅卡（俄語：Алекса́ндр Алекса́ндрович Дейне́ка，1899年5月20日—1969年6月12日），是苏联的画家、雕塑家、平面艺术家。

## 生平
1899年，出生于库尔斯克的铁路工人家庭。
1915年，在哈尔科夫美术学院学习。
1919年，参加红军。
1920年，在莫斯科国立高等艺术学校学习。
1945年，任莫斯科工艺美术学院院长。
1953年，在莫斯科建筑学院任教。
1969年，逝世。

## 作品
- 《保卫彼得格勒》(1928年)
- 《母亲》(1932年)
- 《未来的飞行员》(1938年)
- 《莫斯科城郊》(1941年)
- 《保卫塞瓦斯托波尔》(1942年)